# إيليا دولماتوف
إيليا دولماتوف (الروسية: Долматов, Илья Алексеевич) (23 يونيو 1985 - ) هو لاعب كرة قدم روسي في مركز الهجوم. لعب مع سيبير نوفوسيبيريسك وشينيك ياروسلافل ونادي كراسنودار ونادي كوبان كراسنودار ونادي توسنو وسوكول ساراتوف ‏ وسبورتاكادمكلوب موسكو ‏ وFC Nika Moscow ‏ وFC Istra ‏.

## وصلات خارجية
- إيليا دولماتوف على موقع قاعدة بيانات كرة القدم.إي يو (الإنجليزية)